# نورعینی احمد
داتوک سری دکتر نورعینی بنت احمد (جاوی: نورعینی بنت أحمد؛ زاده ۷ نوامبر ۱۹۶۷) یک سیاستمدار مالزیایی است که از ماه دسامبر ۲۰۲۳ به عنوان معاون وزیر زنان، خانواده و توسعه جامعه در دولت انور ابراهیم، نخست‌وزیر و وزیر نانسی شکری از دسامبر ۲۰۲۳ به خدمت مشغول بوده است، او از مارس ۲۰۰۸ نماینده پارلمان (MP) از حوزه انتخاباتی پاریت سولونگ بود. او به عنوان وزیر آموزش عالی برای دومین دوره تحت مدیریت ائتلاف سیاسی باریسان ناسیونال (BN) در دوره نخست‌وزیر سابق اسماعیل صبری یعقوب از اوت ۲۰۲۱ تا سقوط دولت ائتلافی باریسان ناسیونال در نوامبر ۲۰۲۲، و اولین دوره در دوره تحت مدیریت ائتلاف سیاسی پریکاتان ناسیونال (PN) در دوره نخست‌وزیر سابق محی‌الدین یاسین از مارس ۲۰۲۰ تا استعفای او در اوت ۲۰۲۱ خدمت کرد. او یکی از اعضای سازمان ملی مالایی‌تباران متحد (UMNO)، یک حزب از ائتلاف سیاسی باریسان ناسیونال است. او همچنین از ماه ژوئن ۲۰۱۸ به عنوان دهمین رئیس زنان حزب سازمان ملی مالایی‌تباران متحد خدمت کرده است، از سال ۲۰۰۴ تا ۲۰۰۹ دومین رئیس شاخه جوانان (بخش بانوان) حزب سازمان ملی مالایی‌تباران متحد بوده و از سال ۲۰۰۱ تا ارتقای خود به سمت رئیس شاخه جوانان (بخش بانوان) در سال ۲۰۰۴، به عنوان اولین معاون این شاخه فعالیت کرده است. او قبلاً رئیس اولیاء امور توسعه مالکان خرد صنعت کائوچو (RISDA) از مارس ۲۰۲۳ تا ژانویه ۲۰۲۴ بود. او همچنین اولین رئیس زن PAC در تاریخ مالزی است. انتصاب او به عنوان معاون وزیر در ترمیم کابینه در سال ۲۰۲۳ یک اتفاق نادر در دوران سیاسی مالزی است زیرا او وزیر سابق فدرال در کابینه محی‌الدین و کابینه اسماعیل صبری بود. او به همراه شمس الانوار نصره و ام. کولاسگاران یکی از سه معاون وزیری است که قبلاً وزیر فدرال بودند.